# Miquel Olària
Miquel Olària va ser un músic i cantant nascut al S.XVI en Llucena del Cid, un poble de la província de Castelló al País Valencià. Els seus pares van ser Francés Olaria i Maria Chillida.
Va començar a cantar a la catedral de Castelló al desembre de 1743. 10 anys després, al 1753 aquest és nomenat mosso de capella. Per aquests serveis Olària cobrave 11 lliures i 13 sous cada 4 mesos. Poc després en morir el 5 d'abril de 1759, el capellà vigent fins al moment agafa aquest càrrec Olària.
Es creu que Miquel Olaria va morir l'any 1771, encara que no es pot saber la data ja que no s'ha trobat la partida corresponent en els llibres de defuncions